# Vernon (California)
Vernon è una città della Contea di Los Angeles, in California (Stati Uniti). È la più piccola città incorporata dello Stato.